# Stadio Raoul Barrière
Lo stadio Raoul Barrière (in francese Stade Raoul-Barrière) è un impianto sportivo francese di Béziers.
Dedicato principalmente al rugby, fu inaugurato nel 1990 con il nome di Stade de la Méditérranée, nome che tenne fino al 2019.
Di proprietà comunale, è fin dall'inaugurazione il terreno interno degli incontri di rugby del Béziers e, dal 2018, ospita anche la squadra di calcio dell'AS Béziers.
Lo stadio è capace di ospitare circa 18 500 spettatori e fu tra gli impianti che accolsero gare delle Coppe del Mondo di rugby 1991 e 1999.
Dall'aprile 2019 è intitolato a Raoul Barrière, rugbista francese degli anni cinquanta e sessanta.

## Storia
Lo stadio vide la luce tra il 1989 e il 1990, anno della sua inaugurazione; progettato da Jean Balladur in vista degli imminenti (1993) XII Giochi del Mediterraneo assegnati al Linguadoca-Rossiglione, presenta un singolare disegno delle coperture delle due tribune laterali, le uniche gradinate dell'impianto a essere coperte: esse sono infatti a forma di conchiglia che si ispira alla tradizione della bivalvicoltura del vicino stagno di Thau.
Nel 1991 lo stadio fu tra quelli messi a disposizione dell'organizzazione della Coppa del Mondo, formalmente in capo all'Inghilterra ma con il sostegno logistico di altre regioni confinanti; in particolare, fu il primo impianto francese a essere utilizzato in Coppa del Mondo nonché la sede dell'incontro d'esordio della Francia in tale edizione di torneo, che nell'occasione batté 30-3 la Romania.
Nel 1993 ospitò due gare del torneo di rugby ai citati Giochi del Mediterraneo, quelle tra Francia XV e Italia e tra Spagna e Croazia; un anno più tardi fu anche sede di un test match di rugby a 13, tra Francia e Australia, vinto dai Kangaroos 74-0.
Ancora nel 1999 ospitò due incontri della Coppa del Mondo, la cui organizzazione era in capo alla federazione gallese e a cui la Francia nuovamente collaborò; singolarmente, quando nel 2007 fu la stessa Francia a organizzare la Coppa del Mondo, Béziers non figurò tra le città ospitanti del torneo.
Nel 2005 lo stadio fu sottoposto a una ristrutturazione che ne portò la capacità da più di 20 000 posti agli attuali 18 555 dei quali 16 110 a sedere; contestualmente furono realizzati, sotto la gradinata principale, un ristorante e una taverna.
A livello dl club, invece, la Méditerranée fu il primo impianto a ospitare la finale di European Challenge Cup, al termine dell'edizione 1996-97; più recentemente, nel 2018, vi si tennero inoltre alcuni incontri, compresa la finale, del mondiale Under-20 di rugby.
Nel 2018 lo stadio divenne anche l'impianto interno del locale club calcistico dell'Avenir Sportif Béziers che, per avere l'omologazione da parte della federcalcio francese, dovette compartecipare alle spese per la realizzazione di un nuovo impianto LED di illuminazione del terreno da 1400 lx per evitare latenze nella riaccensione delle luci in caso di guasti o black out, di protezioni per la sicurezza dei tifosi ospiti, con percorsi separati e di videosorveglianza, con l'installazione di 64 telecamere lungo tutto il percorso di squadre e tifosi.
A tali spese, circa 1200000 €, non prese parte il club rugbistico, non essendo tali misure, a parte l'illuminazione, obbligatorie né per la relativa Lega né per la Federazione: a coprire la ristrutturazione, oltre al club, furono in parti uguali la città di Béziers, la relativa sottoprefettura, il dipartimento dell'Hérault e la regione dell'Occitania.
A giugno 2019 il consiglio comunale di Béziers votò la risoluzione di intitolazione dello stadio a Raoul Barrière, storico giocatore e allenatore del club morto pochi mesi addietro.

## Incontri internazionali

### Rugby a 13
| Arbitro: | Bill Harrigan |

|  |    |                                                                                          |
|  | mt | Ettingshausen (3) Mullins (2) Renouf (2) Daley Fairleigh Harragon Meninga Stuart Wishart |
|  | tr | Wishart (11)                                                                             |

### Rugby a 15
| Arbitro: | Les Peard |

|                                                   |      |               |
| tecnica 60’ Saint-André 63’ Roumat 68’ Lafond 75’ | mt   |               |
| D. Camberabero 60’                                | tr   |               |
| D. Camberabero 25’, 34’, 45’, 52’                 | c.p. | 54’ Nichitean |

| Arbitro: | David McHugh |

| |      |                        |
| Lasagavibau 8’, 40’ Tikomaimakogai 15’ Katalau 25’ Tawake 29’ Satala 35’ Mocelutu Vuibau 60’ G. Smith 68’ Rauluni 80’ | mt   | 53’ Senekal 62’ Jacobs |
| Serevi 9’, 26’, 30’, 35’, 40’, 61’, 68’, 80’                                                                          | tr   | 54’ v. Dyk             |
| Serevi 12’, 80’ | c.p. | 6’, 13’ v. Dyk         |

| Arbitro: | Brian Campsall |

|                                                   |      |                      |
| Glas 16’ Magne 39’ T. Castaignède 61’ Ntamack 76’ | mt   | 33’, 53’ M. Williams |
| Dourthe 40’, 77’                                  | tr   | 34’ Rees 54’ Ross    |
| Dourthe 4’, 35’, 69’                              | c.p. | 2’ Rees 71’ Ross     |